# Петар Чардаклија
Петар Новаковић (ум. Београд, 1808), познатији као Петар Чардаклија, био је дипломата у Првом српском устанку.

## Детињство и младост
Могуће је да је Петар Новаковић рођен у селу Леуново код Гостивара. Његов рани живот је непознат. Вјероватно је побјегао из свог родног села сјеверно у Смедеревски санџак, а у Београду је почео да ради као гостионичар.
Током Аустријско-турског рата (1787—1791), придружио је се српским фрајкорима, добровољној јединици која је била сачињена од мјесних Срба, гдје је стео чин капетана.
Послије аустријског повлачења, отишао је у Беч и затим у Будим, гдје је успио да успостави блиске везе са аристократским круговима. Његова супруга је била познаник или службеник Александре Павловне, сестре руског императора Александра I; књегиња Александра је била удала за надвојводу Јозефа, хабзбуршког гувернера Угарске, с ким је живјела у Будиму. То је период у коме је Петар стекао титулу ритермајстера.

## Први српски устанак
Чардаклија је остао у контакту са познатим Србима из Угарске у нади да ће се срушити османска власт у Србији. Када је сазнао за Карађорђев устанак, послао је супругу у Харков, а затим је у јулу 1804. године прешао у Србију и ставио се у службу Карађорђу Петровићу.
Када су српски устаници одлучили да траже међународну помоћ за своје активности, прво су се обратили Бечу, али су одбијени. Чардаклија их је савјетовао да поднесу молбу руском императору, јер је био склонији да их подржи. Чардаклија је убиједио Карађорђа да је најбољи начин да се то уради слањем делегације у Санкт Петербург. Карађорђе се сложио и 1. септембра српска делегација коју су чинили Матија Ненадовић, Јован Протић и Чардаклија је кренуо на пут.
У Петербургу су се састали са министром спољних послова Русије Адамом Чарторијским, који их је саслушао и предао њихову молбу императору. Адам их је такође савјетовао да оснују српску владу и обећао им Русија помоћи српско питање утичући на османског султана.
Делегација се вратила у Србију средином децембра 1804. године. Чардаклија је затим учествовао у Скупштини у Пећанима. У априлу 1805. године поново је био дио дипломатске делегације (заједно са Алексом Лазаревићем, Јованом Протићем и Стеваном Живковићем) која је послата у Цариград. Међутим, неки представници су били изложени злостављању и морали су се склонити у руски конзулат, а затим побјећи из града, страхујући за своје животе. Чардаклија и Лазаревић су се укрцали на руски брод и отпловили у Одесу. Из Одесе су отпутовали за Петровград, а одатле за Београд.
Када је 1807. године Русија одлучила да војно помогне Србима, Чардаклија (заједно са Аврамом Лукићем и Јеремијом Гагићем) је послат у главни штаб руских експедиционих снага које су били стациониране у Влашкој. Тамо су тражили људе који би се вратили у Београд гдје би дјеловали као руски пуномоћници у Србији; њихова жеља је одобрена.
Чардаклија је боравио у Београду, све до своје смрти 1808. године. Сахрањен је у Саборној цркви у Београду. Говор на његовој сахрани је држао његов пријатељ, познати писац Доситеј Обрадовић, у то вријеме министар образовања Србије. Обрадовић је такође написао епитаф на његовој надгробној плочи у коме глорификује Чардаклију као „бесмртног Србина”.